# Cristalândia
Cristalândia är en kommun i Brasilien.   Den ligger i delstaten Tocantins, i den centrala delen av landet, 600 km norr om huvudstaden Brasília. Antalet invånare är 7 218.
Omgivningarna runt Cristalândia är huvudsakligen savann. Runt Cristalândia är det mycket glesbefolkat, med 3 invånare per kvadratkilometer.